# Storena eximia
Storena eximia är en spindelart som beskrevs av Simon 1908. Storena eximia ingår i släktet Storena och familjen Zodariidae.
Artens utbredningsområde är Western Australia. Inga underarter finns listade i Catalogue of Life.